# Премія «Сатурн» за найкращий монтаж
Премія «Сатурн» за найкращий монтаж — категорія премії Сатурн, яку вручає Академія наукової фантастики, фентезі та фільмів жахів. Категорія заснована у 1977 році та була відмінена в наступному році, але була відновлена для 38-ї церемонії в 2012 році. Пол Гірш і Боб Дюксей є єдиними  монтажерами, які виграли його двічі.

## Лауреати і номінанти
• Лауреати виділені окремим кольором.

### 1977—1978
| Рік        | Редактори монтажу                     | Фільм                    |
| ---------- | ------------------------------------- | ------------------------ |
| 5-а (1977) | • Пол Гірш, Марсія Лукас та Річард Чу | Зоряні війни: Нова надія |
| 6-а (1978) | • Марк Голдблатт та Джо Данте         | Піранья                  |

### 2011—2020
| Рік          | Редактор(и) монтажу                                             | Фільм                                         |
| ------------ | --------------------------------------------------------------- | --------------------------------------------- |
| 38-а (2011)  | • Пол Гірш                                                      | Місія нездійсненна: Протокол «Фантом»         |
| 38-а (2011)  | • Марк Дей                                                      | Гаррі Поттер і Смертельні реліквії: Частина 2 |
| 38-а (2011)  | • Меріанн Брендон та Мері Джо Маркі                             | Супер 8                                       |
| 38-а (2011)  | • Тельма Шунмейкер                                              | Хранитель часу                                |
| 38-а (2011)  | • Майкл Кан                                                     | Пригоди Тінтіна: Таємниця «Єдинорога»         |
| 38-а (2011)  | • Крістіан Вагнер, Келлі Мацумото та Фред Раскін                | Форсаж 5: Пограбування в Ріо                  |
| 39-а (2012)  | • Олександр Бернер                                              | Хмарний атлас                                 |
| 39-а (2012)  | • Стюарт Берд та Кейт Берд                                      | 007: Координати «Скайфолл»                    |
| 39-а (2012)  | • Джеффрі Форд та Ліза Лассек                                   | Месники                                       |
| 39-а (2012)  | • Джон Гілрой                                                   | Спадок Борна                                  |
| 39-а (2012)  | • Боб Дюксей                                                    | Петля часу                                    |
| 39-а (2012)  | • Тім Сквайрс                                                   | Життя Пі                                      |
| 40-а (2013)  | • Альфонсо Куарон та Марк Сенгер                                | Гравітація                                    |
| 40-а (2013)  | • Марк Дей                                                      | Коханий з майбутнього                         |
| 40-а (2013)  | • Даніель Генлі та Майк Гілл                                    | Гонка                                         |
| 40-а (2013)  | • Алан Едвард Белл                                              | Голодні ігри: У вогні                         |
| 40-а (2013)  | • Келлі Мацумото та Крістіан Ваґнер                             | Форсаж 6                                      |
| 40-а (2013)  | • Джон Гілрой та Пітер Амундсон                                 | Тихоокеанський рубіж                          |
| 41-а (2014)  | • Джеймс Герберт та Лора Дженнінгс                              | На межі майбутнього                           |
| 41-а (2014)  | • Вільям Голденберг та Тім Сквайрс                              | Нескорений                                    |
| 41-а (2014)  | • Джон Оттман                                                   | Люди Ікс: Дні минулого майбутнього            |
| 41-а (2014)  | • Фред Раскін, Х'юз Вінборн та Крейг Вуд                        | Вартові галактики                             |
| 41-а (2014)  | • Джеффрі Форд та Метью Шмідт                                   | Перший месник: Друга війна                    |
| 41-а (2014)  | • Лі Сміт                                                       | Інтерстеллар                                  |
| 42-а (2015)  | • Меріанн Брендон та Мері Джо Маркі                             | Зоряні війни: Пробудження Сили                |
| 42-а (2015)  | • Крістіан Вагнер, Лі Фольсім Бойд, Ділан Гайсміт та Кірк Моррі | Форсаж 7                                      |
| 42-а (2015)  | • Кевін Стітт                                                   | Світ Юрського періоду                         |
| 42-а (2015)  | • Едді Гемілтон та Джон Гарріс                                  | Kingsman: Таємна служба                       |
| 42-а (2015)  | • Ден Лебентал і Колбі Паркер-молодший                          | Людина-мураха                                 |
| 42-а (2015)  | • Маргарет Сіксель                                              | Шалений Макс: Дорога гніву                    |
| 43-тя (2016) | • Майкл Кан                                                     | Великий дружній велетень                      |
| 43-тя (2016) | • Джон Гілрой, Колін Гауді та Джабез Олссен                     | Бунтар Один. Зоряні Війни. Історія            |
| 43-тя (2016) | • Джо Уокер                                                     | Прибуття                                      |
| 43-тя (2016) | • Марк Лівольсі                                                 | Книга джунглів                                |
| 43-тя (2016) | • Стефан Грубе                                                  | Вулиця Монстро, 10                            |
| 43-тя (2016) | • Джеффрі Форд та Метью Шмідт                                   | Перший месник: Протистояння                   |
| 44-а (2017)  | • Боб Дюксей                                                    | Зоряні війни: Останні джедаї                  |
| 44-а (2017)  | • Григорій Плоткін                                              | Пастка                                        |
| 44-а (2017)  | • Деббі Берман та Майкл П. Шовер                                | Чорна Пантера                                 |
| 44-а (2017)  | • Майкл Маккаскер та Дірк Вестервельт                           | Лоґан: Росомаха                               |
| 44-а (2017)  | • Сідні Волінський                                              | Форма води                                    |
| 44-а (2017)  | • Крістіан Вагнер та Пол Рубелл                                 | Форсаж 8                                      |
| 45-а (2018)  | • Джеффрі Форд та Метью Шмідт                                   | Месники: Завершення                           |
| 45-а (2018)  | • Еван Шифф                                                     | Джон Уік 3                                    |
| 45-а (2018)  | • Ніколас Монсур                                                | Ми                                            |
| 45-а (2018)  | • Крістофер Теллефсен                                           | Тихе місце                                    |
| 45-а (2018)  | • Кірк Моррі                                                    | Аквамен                                       |
| 45-а (2018)  | • Джеймс Герберт                                                | Аладдін                                       |
| 46-а (2019)  | • Боб Дюксей                                                    | Ножі наголо                                   |
| 46-а (2019)  | • Фред Раскін                                                   | Одного разу в… Голлівуді                      |
| 46-а (2019)  | • Майк Фленаґан                                                 | Доктор Сон                                    |
| 46-а (2019)  | • Ян Цзінь Мо                                                   | Паразити                                      |
| 46-а (2019)  | • Меріанн Брендон та Стефан Грубе                               | Зоряні війни: Скайвокер. Сходження            |
| 46-а (2019)  | • Дженніфер Лам                                                 | Тенет                                         |